# Stratégiaépítő
A Stratégiaépítő (grúzul: სტრატეგია აღმაშენებელი, átírása: sztrategia agmasenebeli) egy politikai párt Grúziában, amelyet 2016-ban alapított meg Giorgi Vasadze jogász, aki korábban az Egyesült Nemzeti Mozgalom politikusa volt. Eredetileg Új Grúzia (grúzul: ახალი საქართველო, akhali szakartvelo) néven alakult meg, 2020 nyara óta viseli jelenlegi nevét.
A párt a 2016-os választáson az Állam az Emberekért nevű párttal koalícióban indult, ahol 3,45 százalékkal nem szerzett mandátumot a parlamentben. Négy évvel később a párt 3,15 százalékot szerzett és bejutott a parlamentbe (időközben a bejutási küszöb 5 százalékról 1 százalékra csökkent).
2021-ben a párt teljes jogú tagja lett a Liberálisok és Demokraták Szövetsége Európáért Párt nevű pártcsoportnak.

## Választási eredmények
| Választás | Szavazatok száma | Szavazatok aránya | Mandátumok száma | Mandátumok aránya | Parlamenti szerepe |
| --------- | ---------------- | ----------------- | ---------------- | ----------------- | ------------------ |
| 2016-os1  | 60 681           | 3,45%             | 0                | 0%                | nem jutott be      |
| 2020-as   | 60 671           | 3,15%             | 4                | 2,67%             | ellenzék           |
| 2024-es   | 211 216          | 10,17%            | 2                | 1,33%             | ellenzék           |

1: Az Állam az Emberekért nevű párttal koalícióban

### A párt a városi tanácsokban
| Városi tanács | Szavazatok száma | Szavazatok aránya | Mandátumok száma | Szerepe  |
| ------------- | ---------------- | ----------------- | ---------------- | -------- |
| Kutaisi       | 2168             | 3,27%             | 1                | ellenzék |
| Lagodekhi     | 941              | 4,99%             | 2                | ellenzék |
| Csvargeri     | 316              | 4,75%             | 1                | ellenzék |
| Csiatura      | 822              | 4,03%             | 1                | ellenzék |
| Calka         | 272              | 3,10%             | 1                | ellenzék |
| Kulo          | 462              | 3,16%             | 1                | ellenzék |
| Lenteki       | 96               | 3,01%             | 1                | ellenzék |